# Ammophila formicoides
Ammophila formicoides är en biart som beskrevs av Menke 1964. Ammophila formicoides ingår i släktet Ammophila och familjen grävsteklar. Inga underarter finns listade i Catalogue of Life.